# Уорд, Питер (футболист)
Пи́тер Дэ́вид Уо́рд (англ. Peter David Ward; род. 27 июля 1955, Дерби) — английский футболист и футбольный тренер. Успешно выступал за «Брайтон энд Хоув Альбион». Играл на позиции нападающего.
Сейчас живёт в США, но его всё ещё можно увидеть на играх «Брайтона» и прочих событиях, когда он посещает Великобританию.

## Ранняя карьера и «Брайтон»
Уорд был учеником слесаря двигателей на заводе «Rolls-Royce Motors» в Дерби (Англия). В то время он играл на молодёжном уровне за «Бертон Альбион». Он был куплен «Брайтон энд Хоув Альбион» в 1975 году за плату в размере £ 4000. Этот шаг также повторил тренер «Бертона», Кен Гуттридж, перейдя в «Альбион» в качестве помощника тренера. Первоначально Уорд играл за резервы «Брайтона». Его первая игра за первую команду состоялась 27 марта 1976 года против «Херефорд Юнайтед». Он забил на первой минуте игры, которая закончилась ничьей 1:1. В 1976/77 сезоне он забил 36 голов, побив клубный рекорд. Он по-прежнему почитается болельщиками «Брайтона», которые поют песни и мечтают о команде, в которой каждый играет как Питер Уорд: «Мы все живём в стране чудес Уорди.» После финиша на втором месте во Втором дивизионе в 1978/79 годах «Брайтон» был повышен в Первый дивизион Футбольной лиги. Уорд изъявил желание в трансфере, однако разногласия были преодолены, и он всё ещё носил футболку «Брайтона» на первой игре в высшем дивизионе, которую «Брайтон» проиграл со счётом 4:0 «Арсеналу». В ноябре того же года «Брайтон» принял предложение от «Ноттингем Форест» в размере £ 400000 за Уорда, но тренер «Фореста» Брайан Клаф передумал и отозвал предложение.

## «Ноттингем Форест»
Уорд, наконец, перешёл в «Ноттингем Форест» в октябре 1980 года на условиях трёхсторонней сделки, которая предполагала трансфер Гарри Бертлса из «Фореста» в «Манчестер Юнайтед» и переход Энди Ричи из «Юнайтед» в «Брайтон». Он сыграл 28 матчей за «Ноттингем Форест» и забил семь голов, закрепиться в составе у него не вышло. Уорд был сдан в аренду в американский «Сиэтл Саундерс», где забил 18 голов в сезоне 1981/82, став третьим в списке лучших бомбардиров NASL того сезона.

## Возвращение в «Брайтон»
Уорд вернулся в «Брайтон» на правах аренды в октябре 1982 года. Сделка длилась четыре месяца, в течение которых он забил три гола, в том числе единственный гол, принёсший победу с минимальным счётом над «Манчестер Юнайтед». «Ноттингем Форест» отказался продлевать арендный срок.

## Северная Америка
В сентябре 1983 года Уорд подписал контракт с «Ванкувер Уайткэпс» из Североамериканской футбольной лиги. Он играл в 1983/84 годы в мини-футбол NASL и сезон 1984 — в классический футбол в Ванкувере. 17 октября 1984 года «Уайткэпс» продали контракт Уорда в «Кливленд Форс» из Major Indoor Soccer League. Он провёл три сезона с клубом. 26 июня 1987 года «Форс» продал Уорда в «Такома Старз» в обмен на Глена Лурье. Уорд стал свободным агентом в конце 1988/89 сезона, и «Старз» не предложили ему новый контракт. На летнем чемпионате он играл за «Тампа-Бэй Раудис» из Американской футбольной лиги. 6 сентября 1989 года он подписал контракт с «Уичито Уингз» из MISL. 22 января 1990 года «Уингз» обменяли Уорда и Майка Станковича на игроков «Балтимор Бласт», Дэвида Бирна и Кедера. В 1991 году он снова играл за «Тампа-Бэй Раудис» из Американской профессиональной футбольной лиги.

## Международная карьера
В 1977 году Уорд были вызван в молодёжную сборную Англии на игру против Норвегии. Он сделал хет-трик, а матч закончился со счётом 6:0 в пользу Англии. Он был вызван в основную сборную Англии на матч против Люксембурга через месяц, но не вышел на поле.
Его единственный полный матч состоялся 31 мая 1980 года, и завершился победой над Австралией со счётом 2:1. Питер Уорд вышел на замену на 85-й минуте, проведя кратчайшую международную карьеру в истории сборной Англии.

## Личная жизнь
В 2002 году у Уорда появилась вторая жена по имени Жаклин. Он имеет трёх дочерей: Рейчел, Ребекку и Луизу (от первого брака).
В период с 2002 по 2005 год Уорд тренировал футбольную команду Католической высшей школы Тампы, расположенной в одноимённом городе, штат Флорида.
Уорд стал первым игроком, внесённым в зал славы «Брайтон энд Хоув Альбион» на новом стадионе.
В 2011 году Питер начал тренировать клуб «Галф Коуст Юнайтед» из Ларго, штат Флорида.